# Едвард Барцик
Едвард Барцик (пол. Edward Barcik, 31 травня 1950) — польський велогонщик.
Срібний призер Олімпійських Ігор 1972 року в роздільній командній гонці.
Бронзовий призер Чемпіонату світу з велоперегонів на шосе 1971 року в роздільній командній гонці.